# St. Jürgen (Flensburg)
St. Jürgen (dänisch St. Jørgen) in Flensburg ist heute ein Stadtbezirk, der den alten Kern des Stadtteils Jürgensby umfasst und nahezu deckungsgleich dem Kapitänsviertel entspricht. Früher war St.-Jürgen eine eigenständige Gemeinde. Der Stadtbezirksname wird zumeist im amtlichen Bereich verwendet. Häufig wird St. Jürgen auch mit dem Stadtteil Jürgensby gleichgesetzt und entsprechend verortet.

## Hintergrund
St. Jürgen hieß im Mittelalter zunächst ein dortiges Leprosen-Hospital, welches nach dem heiligen Georg (niederdeutsch Jürgen) benannt worden war. Das umliegende Gebiet beim Hospital war im Besitz des Hospitals und die Stadt konnte kaum Einfluss geltend machen. Nach der Reformation gehörte das Gebiet zum Rechtsbezirk des Klosters zum Heiligen Geist. Um 1590 bildete sich auf dem Klostergrund, außerhalb der Flensburger Stadtmauer, vor dem Johannistor, die Siedlung St. Jürgen. Diese Fischersiedlung entwickelte sich im 18. Jahrhundert zu einer dicht bebauten Vorstadt, die aber nach Adelby eingepfarrt war.
Anfang des 19. Jahrhunderts wohnten in der Vorstadt St. Jürgen schon 1271 Menschen. Spätestens Mitte des 19. Jahrhunderts bestand die Vorstadt St. Jürgen aus den Gebieten Süder- und Norder St. Jürgen (dänisch: Sønder og Nørre Sankt Jørgen). Das vier Hektar große Süder-St. Jürgen lag nördlich vom Dammhofareal. Süder-St. Jürgen erstreckte sich von der Plankemai bis zum weiter nördlich gelegenen Margarethenhof. Das dort gelegene Teilstück der Johannistraße unterhalb des Fördehangs gehörte ebenfalls zu diesem Teil von St. Jürgen. Norder-St. Jürgen begann ungefähr auf der Höhe der heutigen Hafenspitze, folgte dem Fördehang weiter nördlich bis zum Lautrupsbach. Darüber hinaus gehörte noch das nördlich gelegene Gebiet unterhalb des Ostuferhangs an der Ballastbrücke bis nach Harnis zu Norder-St. Jürgen. Insgesamt nahm Norder-St. Jürgen 32 Hektar ein. Am 3. März 1874 wurden Norder- und Süder-St. Jürgen nach Flensburg eingemeindet. Das östlich von St. Jürgen gelegene Jürgensgaard mit seinen 205 großen Hektar Fläche wurde erst 1900 eingemeindet. Kurz darauf in den Jahren 1903 bis 1907 wurde die St. Jürgen-Kirche errichtet.
Der nördlich vom Lautrupsbach gelegene Teil von Norder-St. Jürgen gehört heute zum Stadtteil Fruerlund. Der Rest von Norder-St. Jürgen entspricht ungefähr dem heutigen Stadtbezirk St. Jürgen. Der Stadtbezirk selbst besteht heute zum Großteil aus dem Kapitänsviertel, dem Bereich der Kirche St. Jürgen sowie dem dort befindlichen Offener Kanal Flensburg. Am unteren Rand des Kapitänsviertels liegt des Weiteren das Dienstwohngebäude des Divisionskommandos. Das ehemals militärisch genutztes Gebäude aus der Kaiserzeit war, obwohl Flensburg zeitweise eine Militärstadt war, das einzige militärisch genutzte Gebäude in diesem Bereich der Stadt.